# (597) Bandusia

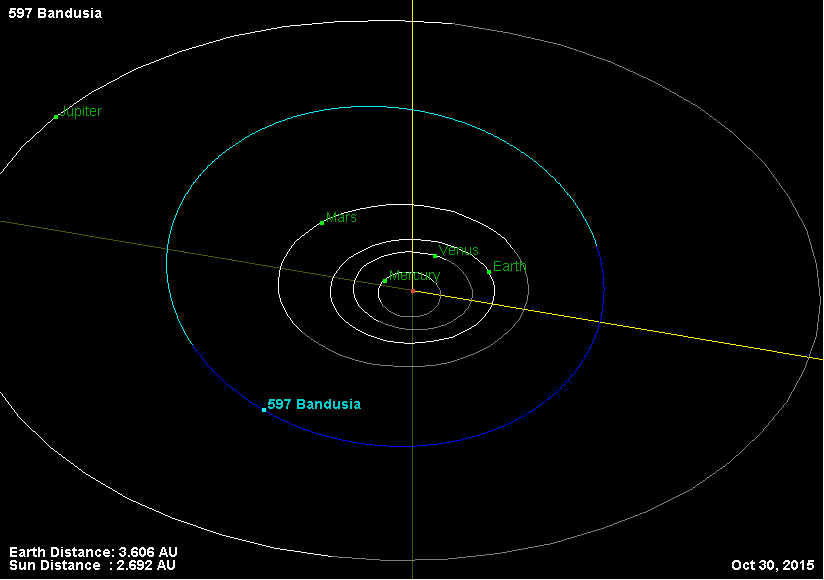
Umlaufbahn von Bandusia

(597) Bandusia ist ein Asteroid des Hauptgürtels, der am 16. April 1906 von Max Wolf entdeckt wurde.
Benannt wurde der Asteroid nach einem Brunnen bei Polezzo in der italienischen Region Apulien.